# 1. FC Magdeburgo
El 1. FC Magdeburgo es un club de fútbol alemán, de la ciudad de Magdeburgo en Sajonia-Anhalt. Fue fundado en 1965 y disputa sus partidos como local en el MDCC-Arena, con capacidad para 30 098 espectadores. Actualmente juega en la segunda categoría del fútbol nacional, la 2. Bundesliga.
El club pasó toda su historia, menos una temporada, en la máxima categoría de Alemania del Este, la DDR-Oberliga, ganando tres campeonatos y siete títulos de copa. Es el único club de Alemania del Este que ha ganado un título europeo, la Recopa de Europa, en 1974 al derrotar al AC Milan. Después de la reunificación alemana, el club tuvo dificultades y solo entró al fútbol profesional en 2015 cuando ascendió a la 3. liga.

## Historia
El club tiene sus orígenes en la ex-Alemania Oriental. En 1945, jugadores de los clubes disueltos, Magdeburger SC Prussia y Cricket Viktoria Magdeburg formaron el Sportgruppe (SG) Sudenburg. Este club y SG Lemsdorf se juntaron en el BSG Eintracht Sudenburg, que luego se fusionó con el SAG Krupp Gruson en 1950. El año siguiente renombraron al club como BSG Stahl Magdeburg, y en 1952 como Motor Mitte Magdeburg. Durante el año 1957 el equipo del fútbol dejó el MMM y se unió al Sportclub Aufbau Magdeburg. En 1965, renombraron al club SC Magdeburg y el 22 de diciembre de 1965 el equipo de fútbol del club se convirtió en un club exclusivamente de fútbol, llamado 1. FC Magdeburg.
Su logró más importante fue ganar la Recopa Europea tras vencer en la final al AC Milan 2-0 en 1974. En el 2006, el club ganó la promoción a la Regionalliga Nord. En la final, perdió la promoción a la 2. Bundesliga por dos goles. En el 2007, 1. FC Magdeburg está jugando los partidos competitivos en el Stadion Magdeburg construido recientemente.
En la temporada 2017/18 logra el título de la 3. Bundesliga y gana el ascenso a la 2. Bundesliga para la temporada 2018/19. Aunque inmediatamente el club volvió a descender a la 3. Liga tras culminar en la posición 17.º. Tras esa temporada en la 2019/20 el club en su regreso a la tercera división tuvo una mala temporada al terminar en la posición 14.º a solo 3 puntos del descenso a la Regionalliga. A la siguiente temporada 2020/21, el club mejoró y tuvo una temporada regular al culminar en la posición 11.º con 51 puntos.

## Estadio
El MDCC-Arena es un estadio multiuso en Magdeburgo, Alemania. Se terminó de construir y se abrió al público en diciembre de 2006.

## Participación en competiciones de la UEFA
| Temporada | Torneo                        | Ronda            | Club                        | Resultado           |
| --------- | ----------------------------- | ---------------- | --------------------------- | ------------------- |
| 1964–65   | UEFA Cup Winners' Cup         | 1                | Galatasaray                 | 1–1, 1–1, 1–1 (C)   |
| 1965–66   | UEFA Cup Winners' Cup         | Clasificatoria   | CA Spora Luxembourg         | 1–0, 2–0            |
| 1965–66   | UEFA Cup Winners' Cup         | Octavos de final | FC Sion                     | 8–1, 2–2            |
| 1965–66   | UEFA Cup Winners' Cup         | Cuartos de final | West Ham United             | 0–1, 1–1            |
| 1969–70   | UEFA Cup Winners' Cup         | 1                | MTK                         | 1–0, 1–1            |
| 1969–70   | UEFA Cup Winners' Cup         | Octavos de final | Académica Coimbra           | 1–0, 0–2            |
| 1972–73   | European Clubs' Champions Cup | 1                | TPS Turku                   | 6–0, 3–1            |
| 1972–73   | European Clubs' Champions Cup | Octavos de final | Juventus FC                 | 0–1, 0–1            |
| 1973–74   | UEFA Cup Winners' Cup         | 1                | NAC Breda                   | 0–0, 2–0            |
| 1973–74   | UEFA Cup Winners' Cup         | Octavos de final | Baník Ostrava               | 0–2, 3–0            |
| 1973–74   | UEFA Cup Winners' Cup         | Cuartos de final | Beroe                       | 2–0, 1–1            |
| 1973–74   | UEFA Cup Winners' Cup         | Semifinal        | Sporting CP                 | 1–1, 2–1            |
| 1973–74   | UEFA Cup Winners' Cup         | Final            | AC Milan                    | 2–0                 |
| 1974–75   | European Clubs' Champions Cup | Octavos de final | FC Bayern Múnich            | 2–3, 1–2            |
| 1975–76   | European Clubs' Champions Cup | 1                | Malmö FF                    | 1–2, 2–1 (1–2 pen.) |
| 1976–77   | UEFA Cup                      | 1                | A.C. Cesena                 | 3–0, 1–3            |
| 1976–77   | UEFA Cup                      | 2                | Dinamo Zagreb               | 2–0, 2–2            |
| 1976–77   | UEFA Cup                      | Octavos de final | Videoton SC Székesfehérvári | 5–0, 0–1            |
| 1976–77   | UEFA Cup                      | Cuartos de final | Juventus FC                 | 1–3, 0–1            |
| 1977–78   | UEFA Cup                      | 1                | Odra Opole                  | 2–1, 1–1            |
| 1977–78   | UEFA Cup                      | 2                | Schalke 04                  | 4–2, 3–1            |
| 1977–78   | UEFA Cup                      | Octavos de final | RC Lens                     | 4–0, 0–2            |
| 1977–78   | UEFA Cup                      | Cuartos de final | PSV Eindhoven               | 1–0, 2–4            |
| 1978–79   | UEFA Cup Winners' Cup         | 1                | Valur Reykjavik             | 1–1, 4–0            |
| 1978–79   | UEFA Cup Winners' Cup         | Octavos de final | Ferencvárosi TC             | 1–0, 1–2            |
| 1978–79   | UEFA Cup Winners' Cup         | Cuartos de final | FC Baník Ostrava            | 2–1, 2–4            |
| 1979–80   | UEFA Cup Winners' Cup         | 1                | Wrexham AFC                 | 2–3, 5–2            |
| 1979–80   | UEFA Cup Winners' Cup         | Octavos de final | Arsenal FC                  | 1–2, 2–2            |
| 1980–81   | UEFA Cup                      | 1                | Moss FK                     | 2–1, 3–2            |
| 1980–81   | UEFA Cup                      | 2                | Torino                      | 1–3, 1–0            |
| 1981–82   | UEFA Cup                      | 1                | Borussia Mönchengladbach    | 3–1, 0–2            |
| 1983–84   | UEFA Cup Winners' Cup         | Clasificatoria   | Swansea City                | 1–1, 1–0            |
| 1983–84   | UEFA Cup Winners' Cup         | 1                | FC Barcelona                | 1–5, 0–2            |
| 1986–87   | UEFA Cup                      | 1                | Athletic Club               | 0–2, 1–0            |
| 1990–91   | UEFA Cup                      | 1                | Rovaniemi PS                | 0–0, 1–0            |
| 1990–91   | UEFA Cup                      | 2                | Girondins de Bordeaux       | 0–1, 0–1            |

### Récord europeo
| Torneo                                      | PJ | PG | PE | PP | Mejor posición |
| ------------------------------------------- | -- | -- | -- | -- | -------------- |
| Copa de Europa/Liga de Campeones de la UEFA | 8  | 3  | 0  | 5  | 1/8            |
| Recopa de Europa                            | 36 | 15 | 12 | 9  | Campeón        |
| Copa de la UEFA/UEFA Europa League          | 28 | 14 | 3  | 11 | 1/4            |
| Total                                       | 72 | 32 | 15 | 25 | 1 título       |

- Actualizado al 9 de diciembre de 2011
- PJ= Partidos Jugados; PG= Partidos Ganados; PE= Partidos Empatados; PP= Partidos Perdidos.

## Palmarés

### Torneos nacionales
- Primera División de la RDA  (3): 1971/72, 1973/74, 1974/75.
- Copa de fútbol de la RDA (7): 1963/64, 1964/65, 1968/69, 1972/73, 1977/78, 1978/79, 1982/83.
- 3. Bundesliga (2): 2017/18, 2021/22
- Regionalliga Nordost (1): 2014/15
- Copa de Sajonia-Anhalt (13): 1993, 1998, 2000, 2001, 2003, 2006, 2007, 2009, 2013, 2014, 2017, 2018, 2022

### Torneos internacionales
- Recopa de Europa (1): 1973/74.

## Rivalidades
Sus máximos rivales son el VfL Wolfsburgo y el Eintracht Brunswick. También a nivel regional mantiene una feroz rivalidad con Hallescher FC.